# Уфимський район
Уфи́мський район (рос. Уфимский район, башк. Өфө районы) — адміністративна одиниця Республіки Башкортостан Російської Федерації.
Адміністративний центр — місто Уфа, яке, однак, до складу району не входить.

## Населення
Населення району становить 95353 особи (2019, 67067 у 2010, 56351 у 2002).

## Адміністративно-територіальний поділ
На території району 19 сільських поселень, які називаються сільськими радами:
| Поселення                     | Площа, км² | Населення, осіб (2002) | Населення, осіб (2010) | Населення, осіб (2019) | Центр                        | Населені пункти |
| ----------------------------- | ---------- | ---------------------- | ---------------------- | ---------------------- | ---------------------------- | --------------- |
| Авдонська сільська рада       | 3,54       | 4970                   | 5201                   | 5299                   | Авдон                        | 1               |
| Алексієвська сільська рада    | 67,58      | 3958                   | 4611                   | 5701                   | Алексієвка                   | 1               |
| Булгаковська сільська рада    | 101,63     | 4787                   | 5424                   | 8293                   | Булгаково                    | 7               |
| Дмитрієвська сільська рада    | 336,91     | 6196                   | 7127                   | 8693                   | Дмитрієвка                   | 5               |
| Жуковська сільська рада       | 90,97      | 2126                   | 2666                   | 5146                   | Жуково                       | 4               |
| Зубовська сільська рада       | 74,86      | 3733                   | 4988                   | 8987                   | Зубово                       | 4               |
| Кармасанська сільська рада    | 93,68      | 1042                   | 1220                   | 1153                   | Кармасан                     | 3               |
| Кирилловська сільська рада    | 59,86      | 964                    | 1557                   | 3773                   | Кириллово                    | 6               |
| Красноярська сільська рада    | 118,89     | 3604                   | 3961                   | 4702                   | Красний Яр                   | 9               |
| Миловська сільська рада       | 74,73      | 2523                   | 2810                   | 4269                   | Миловка                      | 3               |
| Михайловська сільська рада    | 46,91      | 4751                   | 6234                   | 9664                   | Михайловка                   | 4               |
| Ніколаєвська сільська рада    | 108,83     | 4249                   | 5071                   | 5557                   | Ніколаєвка                   | 8               |
| Ольховська сільська рада      | 28,55      | 839                    | 960                    | 968                    | Ольхове                      | 2               |
| Русько-Юрмаська сільська рада | 74,07      | 1605                   | 2097                   | 5575                   | Руський Юрмаш                | 6               |
| Таптиковська сільська рада    | 81,71      | 1012                   | 1411                   | 2238                   | Таптиково                    | 6               |
| Черкаська сільська рада       | 74,66      | 1026                   | 1116                   | 1125                   | Черкаси                      | 6               |
| Часниковська сільська рада    | 16,01      | 2992                   | 4310                   | 7734                   | Часниковка                   | 4               |
| Шемяцька сільська рада        | 132,68     | 2379                   | 2806                   | 2560                   | Октябрський                  | 5               |
| Юматовська сільська рада      | 12,70      | 3207                   | 3497                   | 3916                   | Сан. Юматово ім. 15-л. БАССР | 5               |

## Найбільші населені пункти
| №  | Населений пункт | Населення, осіб (2002) | Населення, осіб (2010) |
| -- | --------------- | ---------------------- | ---------------------- |
| 1  | Михайловка      | 4 336                  | 5 384                  |
| 2  | Авдон           | 4 970                  | 5 201                  |
| 3  | Алексієвка      | 3 958                  | 4 611                  |
| 4  | Дмитрієвка      | 3 789                  | 4 351                  |
| 5  | Булгаково       | 2 801                  | 3 591                  |
| 6  | Часниковка      | 2 196                  | 3 333                  |
| 7  | Миловка         | 2 496                  | 2 767                  |
| 8  | Ніколаєвка      | 2 340                  | 2 738                  |
| 9  | Нижегородка     | 2 075                  | 2 541                  |
| 10 | Зубово          | 1 375                  | 2 042                  |
| 11 | Нурліно         | 1 622                  | 1 892                  |
| 12 | Жуково          | 1 374                  | 1 685                  |
| 13 | Октябрський     | 1 412                  | 1 663                  |
| 14 | Красний Яр      | 1 569                  | 1 615                  |
| 15 | Подималово      | 1 335                  | 1 601                  |
| 16 | Юматово         | 1 246                  | 1 598                  |
| 17 | Руський Юрмаш   | 1 120                  | 1 198                  |
| 18 | Чорнолісовський | 905                    | 1 118                  |

## Відомі особистості
У районі народилась:
- Абдулкабірова Маухіда Атнагулівна (1917—2003) — вчений-геолог
- Хазіахметов Шаміль Сафуанович (1941—2012) — вчений-геолог